# 12. september
12. september er dag 255 i året i den gregorianske kalender (dag 256 i skudår). Der er 110 dage tilbage af året.
Guidos dag, efter en belgisk handelsmand fra Anderlecht, som opgav sit hidtidige liv, besluttede at leve fromt og asketisk, hvorefter han drog på pilgrimsrejser til Rom og Jerusalem. Guido dør på denne dato i 1012. 

### Begivenheder
Født - Dødsfald
- 1609  - Henry Hudson  engelsk opdagelsesrejsende, opdager Hudson-floden i staten New York.
- 1878  - Den ene af de to egyptiske obelisker, Kleopatras Nål, rejses på Themsens Embankment i London. Thothmes III's obelisk er ca 25 meter høj.
- 1890 - Det sydafrikanske kompagni grundlægger Salisbury i Rhodesia (i dag Harare i Zimbabwe).
- 1905 - Københavns Rådhus, tegnet af Martin Nyrop efter italiensk forbillede (Siena, Toscana), indvies.
- 1968 - Den danske bokser Tom Bogs vinder sin første EM-titel, da han foran 12.000 tilskuere i Idrætsparken i København stopper letsværvægteren Lothar Stengel i 1. omgang.
- 1974 -  Kejser Haile Selassie af Ethiopien afsættes ved et militærkup.

## =Født
- 1852 - H.H. Asquith, britisk premierminister og jarl (død 1928).
- 1865 - Sophus Claussen, dansk digter (død 1931).
- 1912 - Tutta Rosenberg, dansk societykvinde (død 1986).
- 1913 - Jesse Owens, amerikansk atlet (død 1980).
- 1914 - Desmond Llewelyn, walisisk skuespiller (død 1999).
- 1921 - Stanisław Lem, polsk forfatter (død 2006).
- 1917 - Erni Arneson, dansk skuespiller (død 2006).
- 1931 - Ian Holm, engelsk skuespiller (død 2020).
- 1940 - Joachim Frank, tysk-amerikansk biofysiker og nobelprismodtager.
- 1941 - Gunnar Hoydal, færøsk forfatter (død 2021).
- 1942 - Jytte Hilden, dansk politiker fra Socialdemokraterne, tidligere minister.
- 1944 - Barry White, amerikansk musikproducer og sanger (død 2003).
- 1946 - John Aasted Halse, dansk psykolog og pædagog.
- 1954 - Ole Sohn, dansk politiker fra SF.
- 1956 - Dag Otto Lauritzen, norsk cykelrytter.
- 1956 - Leslie Cheung, kinesisk musiker og skuespiller (død 2003).
- 1958 - Kim Fupz Aakeson, dansk forfatter og dramatiker.
- 1970 - Frank Hvam, dansk stand-up komiker, manuskriptforfatter og skuespiller.
- 1984 - Heino Hansen, stand-up komiker, TV- og radiovært.
- 1986 - Emmy Rossum, amerikansk skuespiller.
- 2006 - Jayden James Federline, søn af sangerne Britney Spears og Kevin Federline.
- 1976 - Bjørn Nørbo Andersen, dansk illustrator og grafiker.

### Dødsfald
- 1879 - Peter Heise, dansk komponist (født 1830).
- 1960 - Mads R. Hartling, dansk politiker og minister (født 1885).
- 1977 - Steven Biko, sydafrikansk studenterleder og aktivist (født 1946).
- 1979 - C.Th. Sørensen, dansk have- og landskabsarkitekt (født 1893).
- 1981 - Eugenio Montale, italiensk digter og nobelprismodtager (født 1896).
- 1988 - Christian Kampmann, dansk forfatter og journalist (født 1939).
- 1992 - Anthony Perkins, amerikansk skuespiller (født 1932).
- 1993 - Raymond Burr, amerikansk skuespiller (født 1917).
- 1994 - Boris Jegorov, sovjetisk læge-kosmonaut (født 1937).
- 1997 - Stikkan Anderson, svensk komponist, viseforfatter og musikforlægger (født 1931).
- 2003 - Johnny Cash, amerikansk sanger (født 1932).
- 2004 - Hemming Hartmann-Petersen, dansk forfatter, musiker og programsekretær (født 1923).
- 2007 - Isi Foighel, dansk politiker og menneskerettighedsforkæmper (født 1927).
- 2008 - Eddie Karnil, dansk skuespiller (født 1936).
- 2009 - Norman Borlaug, modtager af Nobels Fredspris (født 1914).
- 2013 - Ray Dolby, amerikansk ingeniør (født 1933).
- 2014 - Henrik Have, dansk billedkunstner og forfatter (født 1946).

|  | Denne datoartikel kan blive bedre, hvis der indsættes et (bedre) billede Du kan hjælpe ved at afsøge Wikimedia Commons for et passende billede eller uploade et godt billede til Wikimedia Commons iht. de tilladte licenser og indsætte det i artiklen. |